# Conn-Selmer
The Selmer Company é a atual denominação da indústria de instrumentos musicais fruto da fusão entre a estadunidense C.G. Conn e a francesa Henri Selmer Paris. A empresa é famosa mundialmente por seus instrumentos de sopro, sobretudo os saxofones e clarinetes. 